# شاه‌بوف خالدار
آله‌بوف آفریقایی یا شاه‌بوف خالدار (نام علمی: Bubo africanus) نام یک گونه از سرده بوف‌ها است.

## نگارخانه

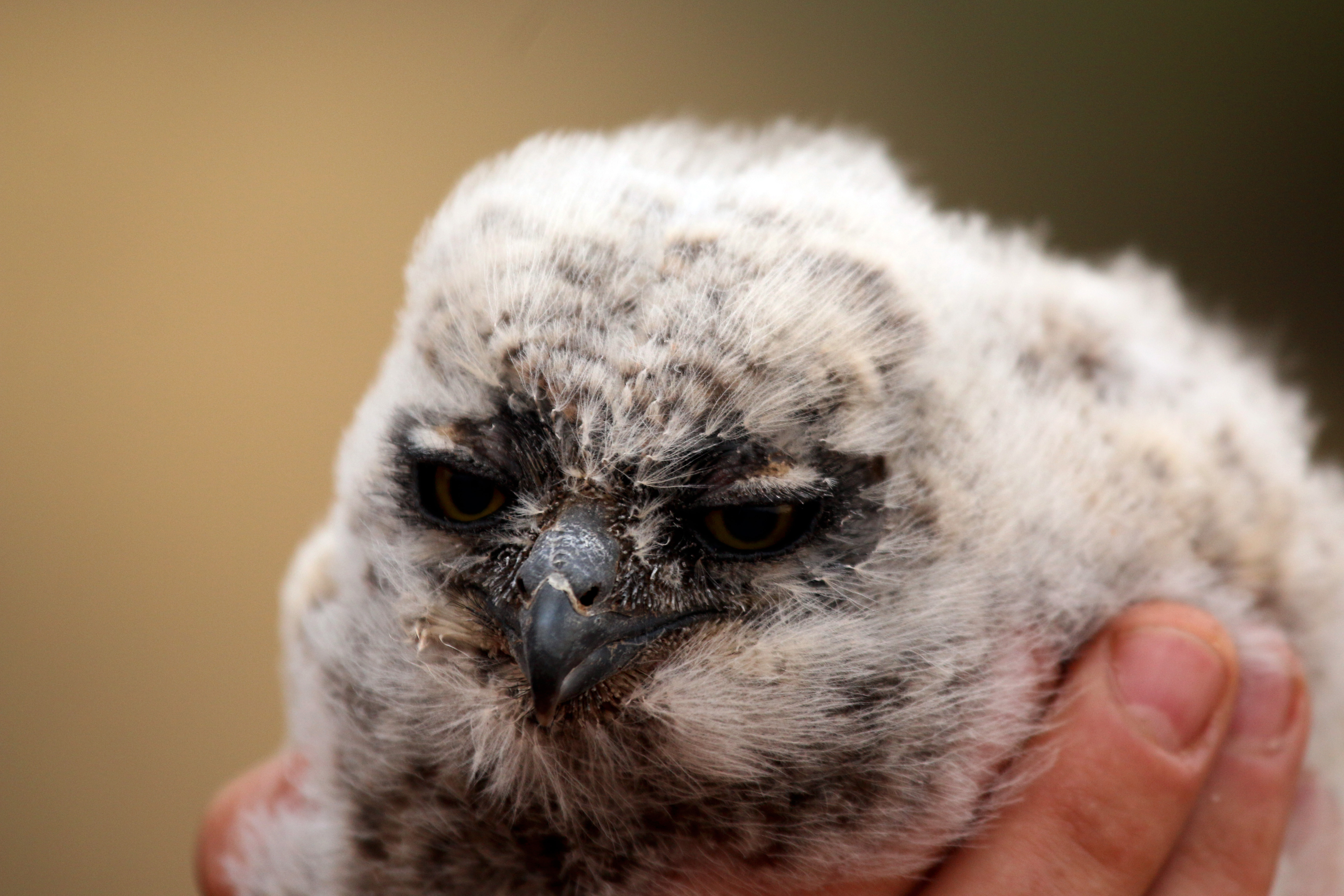
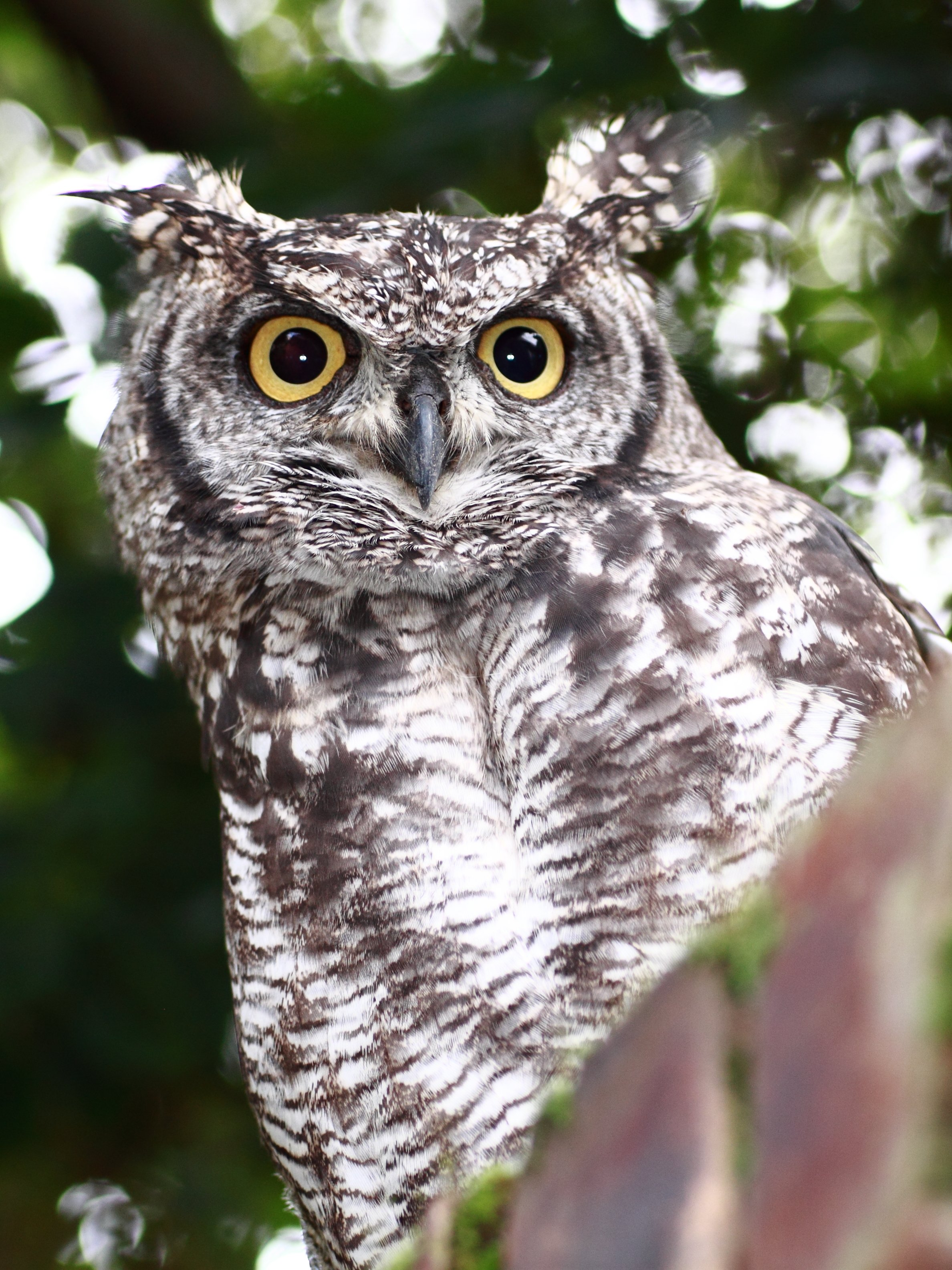
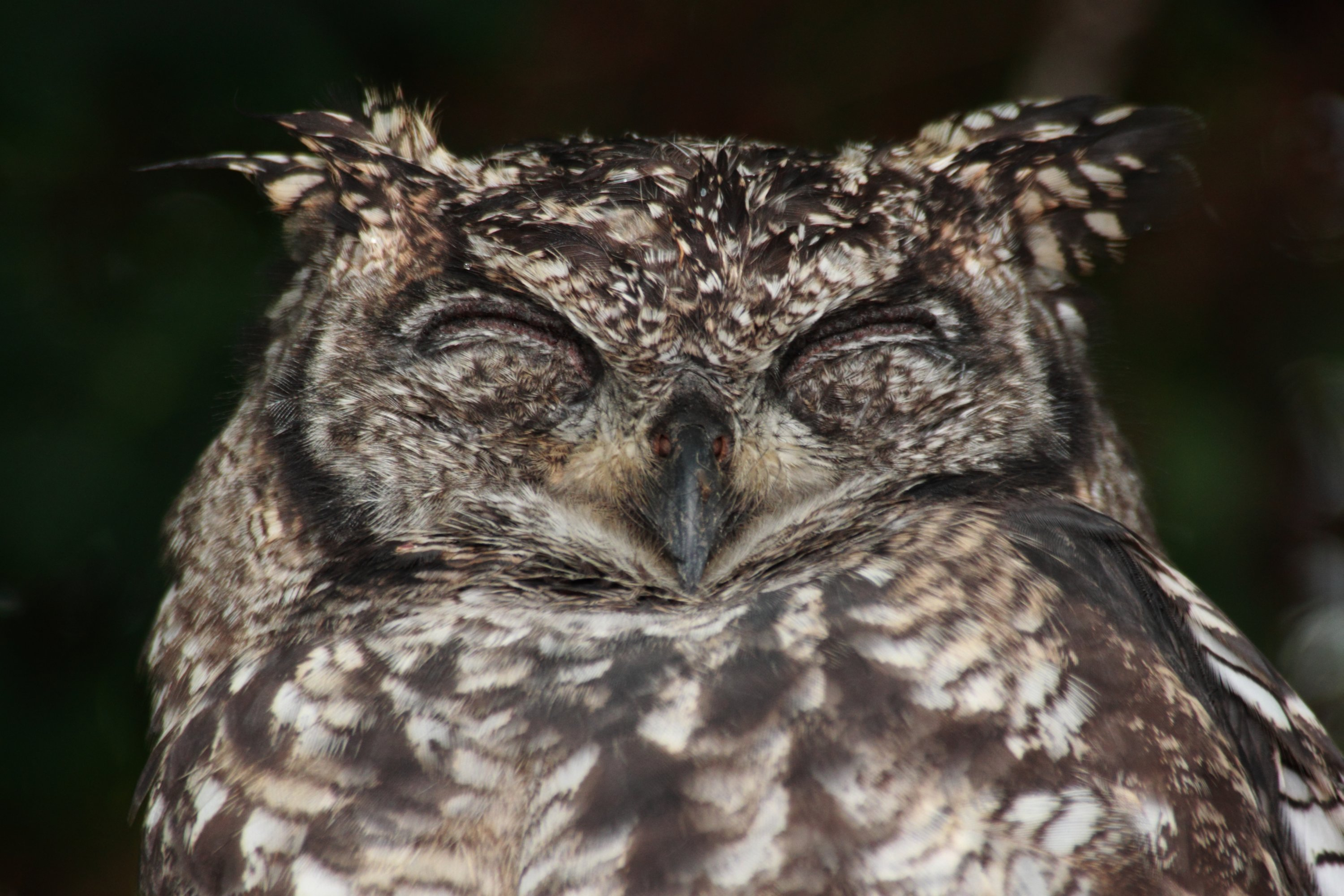